# Alpinia arundelliana
Alpinia arundelliana là một loài thực vật có hoa trong họ Gừng. Loài này được (F.M.Bailey) K.Schum. mô tả khoa học đầu tiên năm 1904.